# Хлопковый пояс

Хлопковый пояс

Хлопковый пояс (англ. The Cotton Belt) относится к региону южных штатов США, в котором хлопок был основной сельскохозяйственной культурой в начале XVIII—XX веках.
До изобретения в 1793 году коттон-джин, первой хлопкоочистительной машины, производство хлопка концентрировалось в прибрежных районах Южной Каролины и Джорджии. К середине 1800-х годов хлопковый пояс простирался от Виргинии до восточного Техаса. Наиболее интенсивно хлопководство было развито в Джорджии, Алабаме, Миссисипи, а также в определённых районах Флориды, Луизианы и Техаса. Высокая продуктивность зиждилась на системе плантаций и рабском труде, с одной стороны, и наличии плодоносной земли и благотворного климата, с другой. После Гражданской войны рабский труд был заменён на аренду земли. В XX веке производство хлопка стало падать из-за истощения земли, хлопкового долгоносика и социальных изменений региона. В настоящее время хлопководство в основном заменено на выращивание кукурузы, пшеницы, сои, арахиса, а также животноводство и лесозаготовку.